# شتریان
شتریان (نام علمی: Camelinae) نام یک زیرخانواده از تیره شتران است.